# Michał Przybylski (piłkarz nożny)
Michał Damian Przybylski (ur. 29 grudnia 1997 w Świnoujściu) – polski piłkarz występujący na pozycji pomocnika w farerskim klubie NSÍ Runavík. Wychowanek B68 Toftir, w trakcie swojej kariery grał także w takich zespołach jak NSÍ Runavík, Skála ÍF, Widzew Łódź oraz B36 Tórshavn. Młodzieżowy reprezentant Polski. Bratanek Jacka Przybylskiego, piłkarskiego mistrza Polski.

## Sukcesy
B36 Tórshavn
- Puchar Wysp Owczych: 2018

HB Tórshavn
- Superpuchar Wysp Owczych: 2021